# Listă de opilioni din România
Lista speciilor de opilionide din România cuprinde peste 50 de specii descrise. Comparativ cu alte grupe de arahnide, numărul speciilor de opilionide este foarte mic și slab studiat.

## SubordinulLaniatores

### FamiliaCladonychiidae
- Holoscotolemon
  - Holoscotolemon jaqueti (Corti, 1905)
  - Holoscotolemon granulatus (Roewer, 1915)

## SubordinulDyspnoi

### FamiliaNemastomatidae
- Carinostoma
  - Carinostoma elegans (Soerensen, 1894)
- Mitostoma
  - Mitostoma chrysomelas (Hermann, 1804)
- Nemastoma
  - Nemastoma lugubre (Muller, 1776)
  - Nemastoma bidentatum sparsum (Gruber & Martens, 1968)
  - Nemastoma transsylvanicum (Gruber & Martens, 1968)
- Paranemastoma
  - Paranemastoma kochi (Nowicki, 1870)
  - Paranemastoma silli (Herman, 1871)
  - Paranemastoma ancae (Avram, 1973)
  - Paranemastoma bicuspidatum (C:L.Koch, 1835) (?)

### FamiliaDicranolasmatidae
- Dicranolasma
  - Dicranolasma scabrum (Herbst, 1799)

### FamiliaTrogulidae
- Trogulus
  - Trogulus tricarinatus (Linnaeus, 1767)
  - Trogulus nepaeformis (Scopoli, 1763)
  - Trogulus tingiformis (C.L.Koch, 1848)
  - Trogulus oltenicus (Avram, 1971)
  - Trogulus closanicus (Avram, 1971)
  - Trogulus banaticus (Avram, 1971)
  - Trogulus galasensis (Avram, 1971)
  - Trogulus roeweri (Avram, 1971)

### FamiliaIschyropsalididae
- Ischyropsalis
  - Ischyropsalis carli (Lessert, 1905) (?)
  - Ischyropsalis dacica (Roewer, 1916)
  - Ischyropsalis manicata (L.Koch, 1865)
  - Ischyropsalis hellwigi (Panzer, 1794) (?)

## SubordinulEupnoi

### FamiliaPhalangiidae
- Amilenus
  - Amilenus aurantiacum (Simon, 1881) (?)
- Dicranopalpus
  - Dicranopalpus gasteinensis (Doleschall, 1852)
- Egaenus
  - Egaenus convexux (C.L.Koch, 1835)
- Gyas
  - Gyas titanus (Simon, 1879)
- Lacinius
  - Lacinius horridus (Panzer, 1794)
  - Lacinius dentiger (C.L.Koch, 1848)
  - Lacinius ephipiatus (C.L.Koch, 1835)
- Lophopilio
  - Lophopilio palpinalis (Herbst, 1799)
- Mitopus
  - Mitopus morio (Fabricius, 1799)
  - Nelima semproni (Szalay, 1951)
- Odiellus
  - Odiellus lendli (Soerensen, 1894)
- Oligolophus
  - Oligolophus hanseni (Kraepelin, 1896) (?)
  - Oligolophus tridens (C.L.Koch, 1836)
- Opilio
  - Opilio parietinus (De Geer, 1778)
  - Opilio saxatilis (C.L.Koch, 1839)
  - Opilio dinaricus (Silhavy, 1938)
  - Opilio ruzickai (Silhavy, 1938)
- Paroligolophus
  - Paroligolophus agrestis (Meade, 1855) (?)
- Platybunus
  - Platybunus bucephalus (C.L.Koch, 1835)
  - Platybunus pinetorum (C.L.Koch, 1839)
  - Platybunus pallidus (Silhavy, 1938)
  - Platybunus juvarae (Avram, 1968)
  - Platybunus decui (Avram, 1968)
  - Platybunus jeporum (Avram, 1968)
- Phalangium
  - Phalangium opilio (Linnaeus, 1761)
- Rilaena
  - Rilaena triangularis (Herbst, 1799)
- Zacheus
  - Zacheus crista (Brulle, 1832)

### FamiliaSclerosomatidae
- Astrobunus
  - Astrobunus laevipes (Canestrini, 1872)
- Leiobunum
  - Leiobunum tisciae (Avram, 1968)
  - Leiobunum rotundum (Latreille, 1798)
  - Leiobunum rupestre (Herbst, 1799)
  - Leiobunum limbatum (L.Koch, 1861) (?)
  - Leiobunum blackwali (Meade, 1861) (?)
  - Leiobunum nigripalpe (Simon, 1879) (?)